# Бутчер, Сэмюэл
Сэмюэл Генри Бутчер (англ. Samuel Henry Butcher; 16 апреля 1850, Дублин — 29 декабря 1910, Лондон) — британский филолог-классик. Член парламента Великобритании (с 1906 года).
Доктор права (DCL.LL.D.). Член Королевского общества Эдинбурга (1883). Член Британской академии (1902) и в 1909—1910 гг. её президент. Профессор Эдинбургского университета.
Родился в семье профессора.
Окончил кембриджский Тринити-колледж, где учился в 1869—1873 годах.
В 1876—1882 годах преподаватель оксфордского Университетского колледжа.
В 1882—1903 годах профессор греческого Эдинбургского университета.
Женился в 1876 году на Rose Trench (ум. 1902).
Похоронен в Эдинбурге.